# محمد العدنانی
محمد فرید خورشید العدنانی (۲۶ مارس ۱۹۰۳ – ۵ اوت ۱۹۸۱) شاعر و زبان‌شناس فلسطینی بود. او درشهر جنین به دنیا آمد و در آنجا، غزه و طولکرم تحصیل کرد، سپس به دانشگاه آمریکایی بیروت رفت و در سال ۱۹۲۷ مدرک خود را در ادبیات عربی گرفت.  در سال ۱۹۳۶ نام خانوادگی خود را از «خورشید» به «العدنانی» تغییر داد. او در شماری از کشورهای عربی به تدریس مشغول شد و در دانشگاه‌های حلب و دمشق به عنوان استاد در سال ۱۹۶۴ بازنشسته شد. از او مجموعه‌های شعر، مطالعات، فرهنگ‌های زبان‌شناسی و داستان‌هایی چاپ شده است. او در ادبیات کودکان نیز مشارکت داشت و در تهیهٔ بسیاری از کتاب‌های کودکان که توسط کتابخانهٔ عربی لبنان در مجموعهٔ معروف لِیدی‌بِرد منتشر شد، شرکت کرد.

## زندگی و پیشه
وی در سال ۲۶ مارس ۱۹۰۳ در شهر جنین، سنجن نابلس (البلقاء)، ولایت بیروت، امپراتوری عثمانی، به دنیا آمد. پدرش فرید خورشید در زمان عثمانی فرماندار این شهر بود. تحصیلات ابتدایی خود را در جنین، طولکرم، غزه، دوما و دمشق با توجه به جابجایی‌های پدرش گذراند و دبیرستان در صیدا در سال ۱۹۲۰ تمام کرد. او به دانشگاه آمریکایی بیروت پیوست و طبق توصیهٔ پدرش به مدت چهار سال در رشتهٔ پزشکی تحصیل کرد. سپس به دانشکدهٔ ادبیات منتقل شد و در سال ۱۹۲۷ مدرک لیسانس گرفت. این انتقال او در پاسخ به خواست احمد شوقی پس از شنیدن قصیدهٔ العدنانی در معارضه با قصیدهٔ معروف ابن رزیق بغدادی بود. تا سال ۱۹۳۶ شعر خود را با نام «محمد خورشید» امضا می‌کرد. او وقتی متوجه شد که «خورشید» یک واژهٔ فارسی است، نام خانوادگی خود را از خورشید به «العدنانی» به دلیل بار ملی‌گرایانه آن برگزید.
پس از فارغ‌التحصیلی به بغداد، پایتخت پادشاهی عراق، رفت و به عنوان معلم در دارالمعلمین عالی مشغول به کار شد. او دو بار به دلیل تحریک به مقاومت در برابر قیمومیت بریتانیا دستگیر شد. سپس به فلسطین بازگشت و از سال ۱۹۳۱ تا ۱۹۳۳ به عنوان معلم ادبیات عرب در دانشکدهٔ النجاح نابلس مشغول به کار شد. سپس به مدت نه سال در دانشکدهٔ الرشیدیه به تدریس ادبیات عرب پرداخت. وی علاوه بر فعالیت علمی و فرهنگی، فعالیت سیاسی نیز داشت و با شعر و خطبه‌های خود در انقلاب‌ها و تظاهرات مردمی شرکت می‌کرد، مانند خطبه‌ای که در آن به والی جمال پاشا حمله می‌کرد به همین دلیل از کار خود اخراج شد.
مقامات بریتانیا او را در مدت اقامتش در قدس سه بار دستگیر کردند که در یکی از آنها متهم به قتل ایلیف، مدیر موزهٔ فلسطین در قدس شد. مقامات قیمومیت او را در سال ۱۹۴۲ به یافا تبعید کردند و تا پایان جنگ جهانی دوم در حصر خانگی به سر بردند. سپس در مدرسه العامریه یافا به تدریس پرداخت.
در ماه مه ۱۹۴۸ در بیمارستانی در قدس بستری شد. این بیمارستان در طی جنگ ۱۹۴۸ فلسطین به دست اسرائیل افتاد. العدنانی به شهر زرقاء اردن پناهنده شد و پس از اقامتی کوتاه که بیش از شش ماه نبود راهی سوریه شد. او در دانشگاه‌های دمشق و حلب و دار المعلمین و المعلمات در آنجا تدریس کرد تا اینکه در سال ۱۹۶۴ بازنشسته شد. او در صیدا، لبنان، اقامت گزید و در آنجا به عنوان مدیر دانشکدهٔ مقاصد و سپس به عنوان مدیر اداری یک شرکت پیمانکاری و بازرگانی مشغول به کار شد. از جمله مناصب محمد العدنانی، ریاست انجمن العروة الوثقی در بیروت، ریاست کمیته عالی اجرایی اتحادیه ملی فلسطین در استان‌های حلب و ادلب در جریان اتحاد مصر و سوریه و عضو افتخاری فرهنگستان زبان عربی اردن بود. او جایزهٔ سپر انقلابی را برای هنر و ادبیات مردان انقلاب فلسطین در سال ۱۹۷۸ دریافت کرد.
او در آغاز سال ۱۹۶۸ خود را وقف نشر ادبی کرد. او تا زمان مرگ در ۵ اوت ۱۹۸۱ در بیروت اقامت داشت. در قبرستان شهدای آنجا به خاک سپرده شد.

## آثار
جدا از دیوان بزرگ به نام «العدنانیات» در سه جزء، العدنانی دارای پنج دیوان شعر است، عناوین عربی آن‌ها:
- اللهيب: ۱۹۵۴
- ملحمة الأمومة: ۱۹۵۷
- فجر العروبة: ۱۹۶۰
- الوثوب: ۱۹۶۵
- الروض: ۱۹۶۶

کتاب‌های او در زمینهٔ مطالعات ادبی، انتقادی و زبانشناسی، یازده کتاب است. او کتاب‌های چاپ‌نشدهٔ بسیاری دارد. از جمله آثار غیر شعری چاپ‌شدهٔ او:
- أمير الشعراء شوقي بين العاطفة والتاريخ: زندگی‌نامهٔ احمد شوقی، ۱۹۳۲
- في السرير: داستان واقعی، ۱۹۴۶
- النحو البسيط، ۱۹۴۶
- الإعراب: پنج جزء، ۱۹۵۶
- أبو بكر الصديق:، به اشتراک، ۱۹۵۹
- أقاصيص الأطفال: بیست جزء، از ۱۹۶۷ تا ۱۹۷۱
- معجم الأغلاط اللغوية المعاصرة، ۱۹۸۴
- معجم الأخطاء الشائعة، ۱۹۸۹
- قصص عالمیة للأولاد والأحداث: مجموعه‌ای از هشتاد قصه، به اشتراک با رُز غریب